# Gouvernement Bech
Gouvernement Prüm Gouvernement Dupong-Krier
Le gouvernement Bech (luxembourgeois : Regierung Bech), est le gouvernement du Luxembourg du 15 juillet 1926 au 5 novembre 1937.

## La transition
Après la démission de Pierre Prüm, la Grande-Duchesse a d’abord envisagé de confier la formation d’un nouveau gouvernement à Hubert Loutsch, l’ancien ministre d’État de Marie-Adélaïde. Cependant, l’homme du « coup d’État » de 1915 est inacceptable aux yeux de la gauche. Le choix se porte finalement sur Joseph Bech. Ce conservateur pragmatique parvient rapidement à s’entendre avec les libéraux. La coalition entre le Parti de la droite et le mouvement libéral, pourtant très divisé, se maintient jusqu’en 1937. Les élections partielles du 3 juin 1928, du 7 juin 1931 et du 3 juin 1934 ne changent rien à cette constellation du pouvoir, même si, en cours de route, plusieurs remaniements ministériels ont lieu. Ainsi, le 11 avril 1932, Albert Clemang donne sa démission lors des débats sur la nationalisation de certains réseaux de chemins de fer dans lesquels il a des intérêts personnels. Il est remplacé par Étienne Schmit. Fin 1936, le professeur Nicolas Braunshausen, futur président du Parti radical-libéral, prend la relève de Norbert Dumont au moment de la redistribution des départements ministériels.

## Composition

### Initiale (15 juillet 1926)
| Portefeuille | Titulaire | Titulaire      | Parti |
| --- | --------- | -------------- | ----- |
| Ministre d'État Président du gouvernement Directeur général des Affaires étrangères, de l'Instruction publique et de l'Agriculture |           | Joseph Bech    | RP    |
| Directeur général de la Justice et de l'Intérieur                                                                                  |           | Norbert Dumont | L     |
| Directeur général des Travaux publics, du Commerce et de l'Industrie                                                               |           | Albert Clemang | L     |
| Directeur général des Finances, de la Prévoyance sociale et du Travail                                                             |           | Pierre Dupong  | RP    |

### Remaniement du 11 avril 1932[N 1]
- Les nouveaux ministres sont indiqués en gras, ceux ayant changé d'attributions en italique.

| Portefeuille | Titulaire | Titulaire      | Parti |
| --- | --------- | -------------- | ----- |
| Ministre d'État Président du gouvernement Directeur général des Affaires étrangères, de l'Instruction publique et de l'Agriculture |           | Joseph Bech    | RP    |
| Directeur général de la Justice et de l'Intérieur                                                                                  |           | Norbert Dumont | RLP   |
| Directeur général des Finances, de la Prévoyance sociale et du Travail                                                             |           | Pierre Dupong  | RP    |
| Directeur général des Travaux publics, du Commerce et de l'Industrie                                                               |           | Étienne Schmit | RLP   |

### Remaniement du 24 décembre 1936
- Les nouveaux ministres sont indiqués en gras, ceux ayant changé d'attributions en italique.

| Portefeuille | Titulaire | Titulaire            | Parti |
| --- | --------- | -------------------- | ----- |
| Ministre d'État Président du gouvernement Directeur général des Affaires étrangères, de l'Instruction publique et de l'Agriculture |           | Joseph Bech          | RP    |
| Ministre des Finances, de la Prévoyance sociale et du Travail                                                                      |           | Pierre Dupong        | RP    |
| Ministre de la Justice et des Travaux publics                                                                                      |           | Étienne Schmit       | RLP   |
| Ministre de l'Intérieur, du Commerce et de l'Industrie                                                                             |           | Nicolas Braunshausen | RLP   |

## La politique extérieure
Assurer la sécurité du Grand-Duché au sein de la nouvelle organisation de l’Europe est la principale préoccupation de la politique étrangère luxembourgeoise au lendemain de la Première Guerre mondiale. Serré au milieu des deux principales puissances militaires du continent, la France et l’Allemagne, le pays risquerait de voir son existence mise en péril lors d’un nouveau conflit entre ses voisins. Aussi le Luxembourg ne peut-il que se féliciter de la détente franco-allemande entamée à la conférence de Locarno en 1925. Les accords de Locarno prévoient notamment de garantir la sécurité des États par le développement des procédures de règlement pacifique des différends internationaux. Le gouvernement luxembourgeois profite de ces dispositions pour conclure un nombre considérable de traités de conciliation et d’arbitrage avec des pays étrangers. Ainsi, des traités sont signés avec la Belgique et la France en 1927; l’Espagne et la Pologne en 1928 ; le Portugal,
l’Allemagne, la Suisse, les Pays-Bas, la Tchécoslovaquie et les États-Unis en 1929 ; la Roumanie en 1930 et, enfin, l’Italie et la Norvège en 1932.
Joseph Bech inaugure une politique de présence plus active sur la scène internationale. Il assiste régulièrement aux réunions de la Société des Nations à Genève et en 1930, il est élu président de la Commission de coordination économique de l’Union européenne. Il est présent à la Conférence du désarmement à La Haye en 1932 et prend part aux réunions de l’alliance d’Oslo qui rassemble les petits États, la Norvège, la Suède, le Danemark, la Finlande, les Pays-Bas, la Belgique et le Luxembourg. Depuis 1927, le Grand-Duché a ratifié la plupart des conventions élaborées sous les auspices de la Société des Nations. Le gouvernement luxembourgeois adhère aussi au pacte de Paris, par lequel les pays signataires s’engagent à renoncer à la guerre comme instrument de politique nationale, et au projet d’Aristide Briand qui, en 1930, propose une Union fédérale européenne. Dans une note de 1937, Joseph Bech s’explique sur l’intérêt du Luxembourg à se faire entendre dans le concert des nations : « Avant la guerre, la neutralité était synonyme de totale abstention. Depuis la création de la Société des Nations, la situation est modifiée. Les petits pays ont, grâce à Genève, une tribune d’où leur voix peut porter au loin. Quelles que soient les insuffisances éclatantes de cette institution, elle constitue pour les petits États, qu’ils soient armés ou désarmés comme nous, la seule sauvegarde éventuelle contre les abus de puissance. »
La participation active aux travaux de la Société des Nations ne signifie pas pour autant l’abandon du régime de neutralité. Pour les hommes politiques de l’entre-deux-guerres, le maintien de ce régime semble être le seul moyen de garantir la sécurité du pays et d’éviter qu’il ne soit entraîné dans une guerre fatale. Joseph Bech ne manque aucune occasion de souligner que « la collaboration qu’il [le Grand-Duché] pourra apporter à la grande œuvre de Genève ne constituera pas une modification de sa politique constitutionnelle et conventionnelle de neutralité ».
À son arrivée aux Affaires étrangères, Joseph Bech est confronté à la détérioration inquiétante des relations belgo-luxembourgeoises. L’UEBL, conclue en 1921, a pris un mauvais départ. Du côté luxembourgeois, le souvenir de l’annexionnisme belge est resté vivant. Du côté belge, les sympathies pro-françaises ouvertement affichées par le gouvernement Prüm ont fini par déplaire. Tout au long de son mandat, le ministre des Affaires étrangères tâchera de remonter la pente.

## La politique économique
Les fluctuations économiques de l’entre-deux-guerres mettront durement à l’épreuve l’UEBL. C’est surtout la politique monétaire du partenaire belge qui causera des soucis
constants au gouvernement luxembourgeois. Le 25 octobre 1926, le gouvernement belge décrète la dévaluation du franc belge auquel le franc luxembourgeois est rattaché. La monnaie luxembourgeoise subit la première dévaluation de son histoire. Le directeur général des Finances, Pierre Dupong, prend immédiatement des mesures pour stabiliser le franc en l’alignant sur la livre sterling (arrêtés du 27 août et du 27 octobre 1927). Puis, il sollicite des avis à l’étranger. Il consulte notamment le président de la Reichsbank, Hjalmar Schacht, sur l’opportunité de mettre sur pied un système monétaire autonome. Ces initiatives débouchent sur la loi du 19 décembre 1929, dite de stabilisation. Celle-ci vise à donner au franc luxembourgeois un fondement solide en le définissant par rapport à l’or et en créant une couverture métallique ou équivalente totale. Cependant, fin mars 1935, le gouvernement belge présidé par Paul van Zeeland procède à nouveau à une dévaluation importante de la monnaie belge. Alors qu’en Belgique, les difficultés financières et économiques justifient une telle mesure, au Luxembourg, les finances publiques sont équilibrées et l’industrie d’exportation, c’est-à-dire la sidérurgie, est bénéficiaire. Le gouvernement luxembourgeois décide de ne suivre la dévaluation belge de 28 % que de 10 %. En effet, Pierre Dupong répugne à spolier les petits épargnants et à amputer les salaires par une trop forte dévaluation. À partir de ce moment et jusqu’en 1944, le franc luxembourgeois vaudra 1,25 franc belge. L’abandon de la parité avec la monnaie belge complique les opérations financières et défavorise les exportations luxembourgeoises par rapport à la concurrence internationale.
Après la dépression de l’immédiat après-guerre, l’économie luxembourgeoise a connu une phase d’expansion entre 1924 et 1929. L’essor de l’activité financière et économique
– 829 nouvelles sociétés sont fondées entre 1919 et 1928 – appelle à la création d’une bourse commerciale. La loi du 30 décembre 1927 autorise la création d’une bourse de commerce. C’est le 6 mai 1929 qu’aura lieu la première séance boursière à Luxembourg. Le gouvernement Bech introduit également une législation sur les sociétés de participation financière, les sociétés holding. Sur le moment, celle-ci n’a guère eu d’effet, mais, dans les années 1970, elle sera un des facteurs décisifs de l’essor de la place financière. La loi du 31 juillet 1929 accorde aux holdings un régime fiscal très libéral.
Dès 1930, la crise mondiale déclenchée par le krach de Wall Street touche aussi bien le Luxembourg que la Belgique. La production et les exportations commencent à
s’effondrer. La crise a inévitablement des répercussions sur le fonctionnement de l’UEBL, puisqu’elle provoque dans tous les pays touchés un retour vers le protectionnisme.
La Belgique et le Luxembourg mettent en place, chacun de son côté et sans en avertir l’autre, des mesures de protection : contingentement pour certains produits, licences
d’importation, etc. Une frontière économique s’installe à nouveau entre les deux pays. La dégradation rapide des relations bilatérales oblige les deux gouvernements à engager des négociations. Le 23 mai 1935, un ensemble d’accords est signé à Bruxelles, véritable package deal qui permet de sortir de l’impasse. Ces accords réaffirment notamment le principe de base de l’UEBL, à savoir la « liberté de commerce pleine et entière entre les deux pays », et instituent une commission administrative mixte, composée de façon paritaire, qui deviendra l’instrument essentiel de la coopération belgo-luxembourgeoise. La convention de 1935 règle également un certain nombre de questions monétaires en suspens et fixe le plafond de la circulation de la monnaie luxembourgeoise dans les limites du Grand-Duché. Lors des négociations, le gouvernement luxembourgeois réussit à obtenir de nombreuses dérogations pour l’agriculture du Grand-Duché de Luxembourg. Joseph Bech, qui est aussi ministre de l’Agriculture, a voulu protéger ce domaine, qui reste un des piliers de la société luxembourgeoise (30 % de la population active en 1935) et qui fournit au Parti de la droite sa principale base électorale. Cependant, ces mesures de protection retarderont les réformes structurelles indispensables et rendront les adaptations au marché international d’autant plus difficiles.

## La politique sociale
Bien que la crise des années 1930 provoque un ralentissement de l’économie luxembourgeoise, le taux de chômage reste relativement bas : un maximum de 2159 chômeurs en
1933. Ceci est essentiellement dû à la politique d’immigration du gouvernement. Alors que les étrangers fournissaient encore 40 % de la main-d’œuvre employée dans la sidérurgie en 1929, ils ne représentent plus que 10 % de l’effectif en 1935. Entre-temps, un grand nombre d’ouvriers étrangers a été licencié et renvoyé dans leur pays d’origine. Les travailleurs étrangers jouent le rôle d’une « soupape de sécurité ».
Cependant, si les effets de la crise sur l’emploi ont pu être atténués, elle a eu des répercussions néfastes sur le pouvoir d’achat. Dans les années 1930, la question des salaires ouvriers est à nouveau au centre du débat social. Le gouvernement prêche la modération et craint qu’une politique sociale trop avancée ne mette en cause la compétitivité de l’industrie luxembourgeoise. Le patronat refuse toute négociation sur la question des salaires. La lutte sociale s’échauffe en décembre 1935 quand le gouvernement diffère le vote d’une loi qui prévoit l’introduction des contrats collectifs et la création d’un organe d’arbitrage. Les syndicats chrétiens et socialistes s’unissent pour mobiliser les masses, revendiquer une augmentation des salaires ainsi que la reconnaissance légale des syndicats. Le 12 janvier 1936, une grande manifestation réunit 40 000 participants. Le gouvernement Bech décide de lâcher du lest. Un arrêté grand-ducal du 23 janvier 1936 crée le Conseil national du travail, un organe de conciliation qui rassemble, sous la direction du gouvernement et sur une base paritaire, des représentants du patronat et du salariat. La même année, l’article 310 du code pénal est supprimé et une loi garantit les libertés syndicales.
La politique sociale du ministre de la Prévoyance sociale et du Travail, Pierre Dupong, puise son inspiration dans la doctrine sociale de l’Église telle qu’elle est définie dans les encycliques Rerum Novarum et Quadragesimo Anno. Elle rejette le concept socialiste de la lutte des classes. Son souci est d’aboutir à des relations de travail harmonieuses, en créant des organes de conciliation et d’arbitrage, et de parvenir à une amélioration de la condition ouvrière par des réformes prudentes.
Le gouvernement Bech, dans lequel Pierre Dupong représente l’aile sociale-chrétienne, a toujours attaché beaucoup d’importance à la question du logement. Permettre à un ouvrier ou à un petit employé de devenir propriétaire d’une maison lui paraît être le moyen le plus sûr d’empêcher sa prolétarisation et sa radicalisation politique. Aussi le gouvernement favoriset-il la construction de maisons individuelles au détriment des casernes de locataires si fréquentes dans le logement social. En 1929, il crée le Service des logements populaires qui est rattaché à la Société nationale des habitations à bon marché. Cet organisme alloue des crédits à taux d’intérêt réduit pour l’acquisition d’habitations à bon marché et pour l’amélioration hygiénique des logements. Les familles nombreuses reçoivent des conditions particulièrement avantageuses. Jusqu’en 1940, le service finance plus de 2000 constructions nouvelles.

## La politique intérieure
La crise des années 1930 donne une certaine impulsion au Parti communiste, qui est né de la scission du Parti socialiste en 1921. Les idées révolutionnaires gagnent en popularité parmi les ouvriers du Bassin minier, ce qui ne manque pas d’inquiéter les milieux conservateurs. En tant que jeune député, Joseph Bech avait assisté aux troubles de 1917 à 1921 et il en a gardé une profonde appréhension. Par ailleurs, le ministre d’État subit l’influence des tendances autoritaires et corporatistes qui se manifestent dans son propre parti, notamment par l’intermédiaire du jeune rédacteur du Luxemburger Wort, Jean-Baptiste Esch. C’est quand les communistes remportent leurs premiers succès électoraux et parviennent en 1934 à faire élire leur secrétaire général Zénon Bernard à la Chambre des députés que
Bech décide d’agir. La Chambre invalide l’élection du député communiste sous prétexte qu’en tant que révolutionnaire, il ne peut pas prêter serment sur la Constitution. En sa qualité de ministre de l’Instruction publique, Joseph Bech fait destituer deux instituteurs membres du Parti communiste. Le gouvernement prépare ensuite un projet de loi « pour la défense de l’ordre politique et social », interdisant l’appartenance à tout groupement dont « l’activité tend à abolir ou à changer par la violence ou par tout autre moyen illicite la Constitution». Le texte vise avant tout le Parti communiste. En avril 1937, le projet est voté à une large majorité : 34 députés de la droite et libéraux, contre 19 députés de gauche et 1 abstention. Cependant, la loi d’ordre, qualifiée de « Loi muselière » par ses adversaires, rencontre une forte opposition extraparlementaire orchestrée notamment par le Parti ouvrier, les syndicats et les jeunes libéraux, qui voient dans cette mesure une atteinte à la liberté d’opinion. Se croyant sûr de l’appui de la population, Bech consent à soumettre l’application de la loi à un référendum, en même temps que les élections législatives qui ont lieu le 6 juin 1937 dans les circonscriptions du Nord et du Centre. À la surprise générale, 50,67 % des électeurs votent non. Aux élections, le Parti de la droite parvient à garder
tous ses sièges, mais les libéraux subissent des pertes importantes. Les socialistes sortent vainqueurs du scrutin. Même si un maintien de la coalition gouvernementale est théoriquement possible (31 sièges sur 55), Bech se sent désavoué et donne sa démission.